# You Are Unstoppable
„You Are Unstoppable“ е вторият сингъл от дебютния албум на австрийската певица Кончита Вурст. Песента излиза на 20 февруари 2015 г. по австрийските радиостанции. Песента е достъпна за дигитално сваляне на 5 март 2015 г. в iTunes Store и Google Play и на 6 март 2015 г. – CD сингъл.
You Are Unstoppable комбинира оркестрови елементи от бароков поп с електропоп елементи. Първият сингъл е пуснат по радиото на 20 февруари в Австрия и за първи път е излъчен на живо на 5 март в „Unser Song für Österreich“, германския национален финал за песенния конкурс на „Eurovision 2015“.